# Sara Wilson
Sara Wilson, född 25 december, 1979 i Mjällby församling, Blekinge län, är en svensk musiker. Hon är syster till Jenny och Anna Wilson. 
Sara Wilson började som basist i bandet First Floor Power 1997. Hon spelar både elgitarr, bas och sjunger samt skriver musik. Tillsammans med Erik Aalto och Niklas Korssell startade de bandet Sir Eric Beyond and the Avant Garde. De släppte debutskiva 2005. Den blev då nominerad till årets popskiva av P3 Guld. Sedan 2005 har Wilson varit livemusiker till Jenny Wilson. 2009 blev Sara Wilson medlem av kultbandet Kitchen and the Plastic Spoons. Sedan våren 2011 är Wilson sångare och gitarrist i Woodlands tillsammans med Niklas Korsell och Marcus Holmberg (Komeda).

## Diskografi
- 2001 – First Floor Power – There Is Hope
- 2003 – First Floor Power – Nerves
- 2005 – Sir Eric Beyond and the Avant Garde
- 2008 – First Floor Power – Don't Back Down
- 2012 - Woodlands - Woodlands

## Filmmusik
- 2009 – Emmas film